# Schloss Rietberg

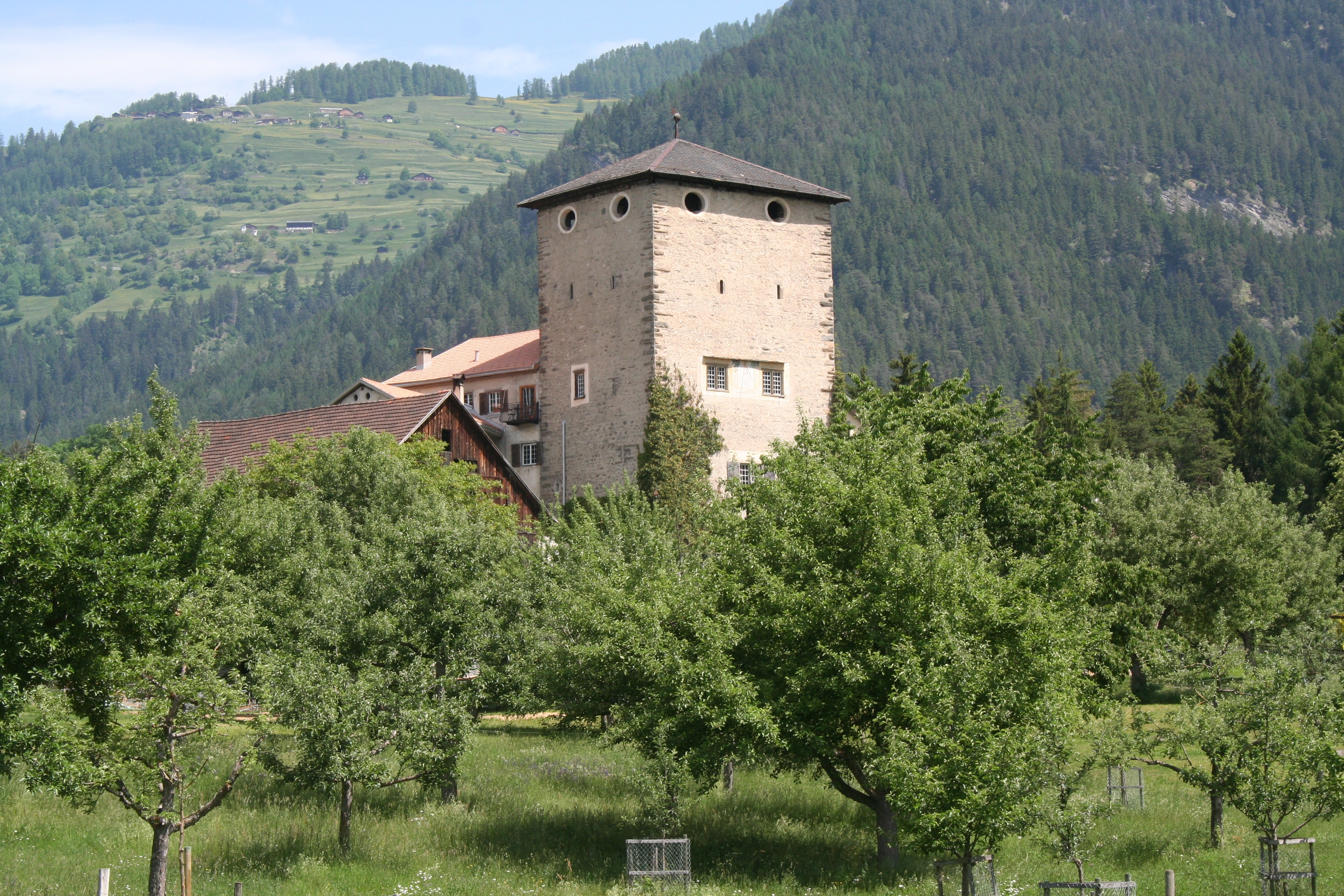
Ansicht von Süden

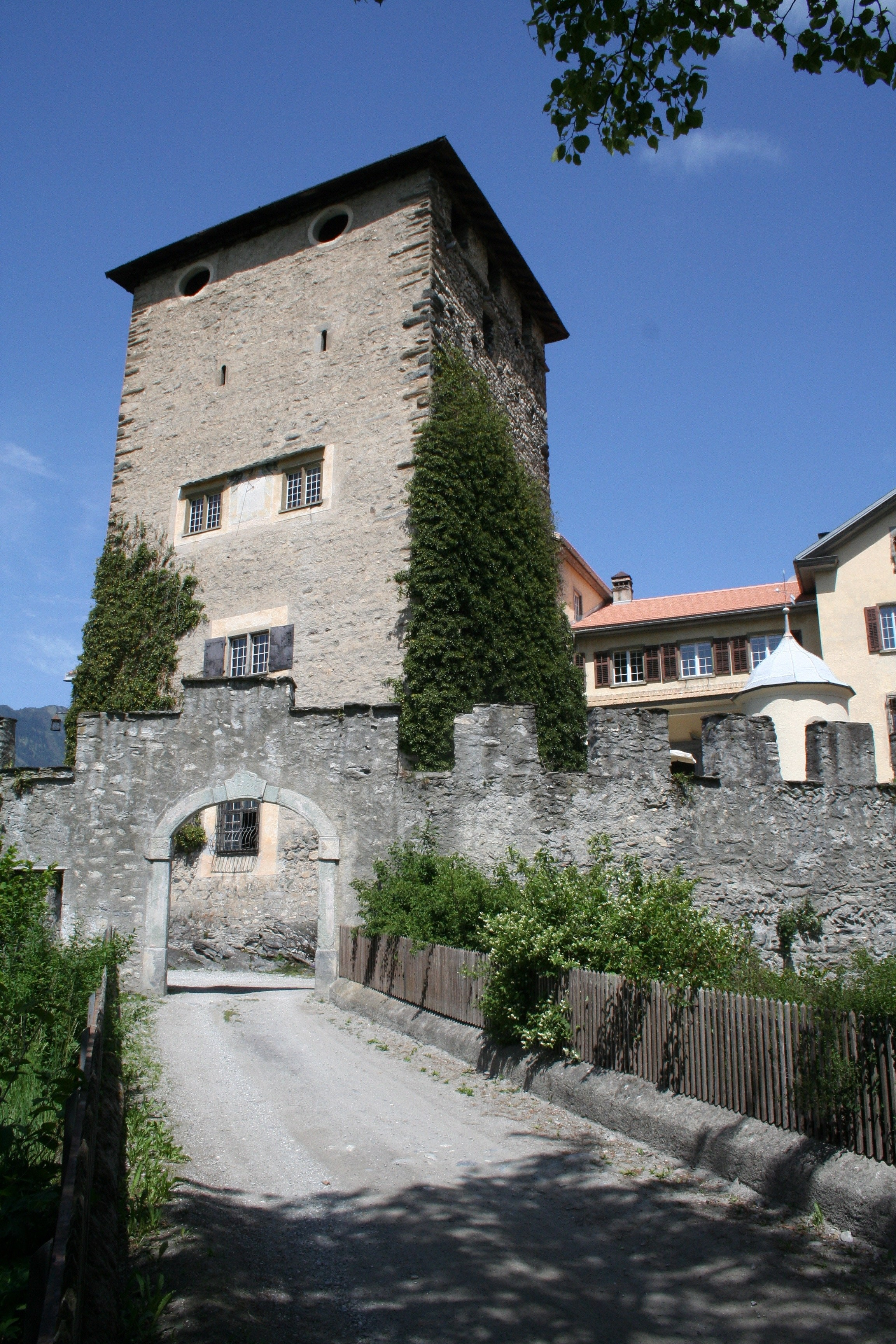
Zufahrt

Das Schloss Rietberg steht oberhalb von Pratval (Gemeinde Domleschg GR) im Domleschg im schweizerischen Kanton Graubünden am Rand des Rietbach-Tobels an der Grenze zur Nachbargemeinde Rodels.

## Bau
Die Erbauungszeit der Burg Rietberg ist nicht bekannt. Der Turm als ältester Teil stammt wohl aus der ersten Hälfte des 13. Jahrhunderts; die ganze Anlage entstand in mehreren Etappen während des 17. und 18. Jahrhunderts. Belegt wird eine erste Etappe durch die Jahreszahl 1601 am Allianzwappen Planta-Jecklin im 1. Wohngeschoss. Aus der gleichen Zeit stammen wohl die gewölbten Kellerräume und der Wohnraum im 3. Geschoss.
Zum ursprünglichen Baubestand gehört der rechteckige Turm im Zentrum der Anlage. Die mit bis 2,5 Meter für Bündner Verhältnisse ungewöhnlich dicken Mauern des Sockels umschliessen die Fundamente eines älteren Turms, vermutlich aus dem 12. Jahrhundert. Die grösseren Fenster und Türen wurden in nachmittelalterlicher Zeit ausgebrochen. Der ursprüngliche Hocheingang lag wohl an der Nordseite des 3. Stockwerks. Über dem 4. Geschoss lag eine massive Wehrplattform aus massiven Balken. Ein grosser Umbau, bei dem oben am Turm auch die charakteristischen Ochsenaugen angebracht wurden, erfolgte im späten 17. Jahrhundert. Der Zinnenkranz wurde im 18. Jahrhundert auf drei Seiten vermauert.
In der warmen Jahreszeit ist das zweitoberste Turmgeschoss Lebensraum für ca. 350 Fledermäuse (Stand 2021) der Art Grosses Mausohr, die sich an den starken Balken des ca. fünf Meter hohen Raumes festkrallen. Die Grösse der Kolonie schwankt zwischen fünfzig und mehreren hundert Tieren. Durch die ehemalige Türöffnung zur Wehrplattform im zweitobersten Turmgeschoss können sie ein- und ausfliegen. Im Spätherbst verlassen die Fledermäuse den Turm und verbringen den Winter an einem unbekannten Ort.

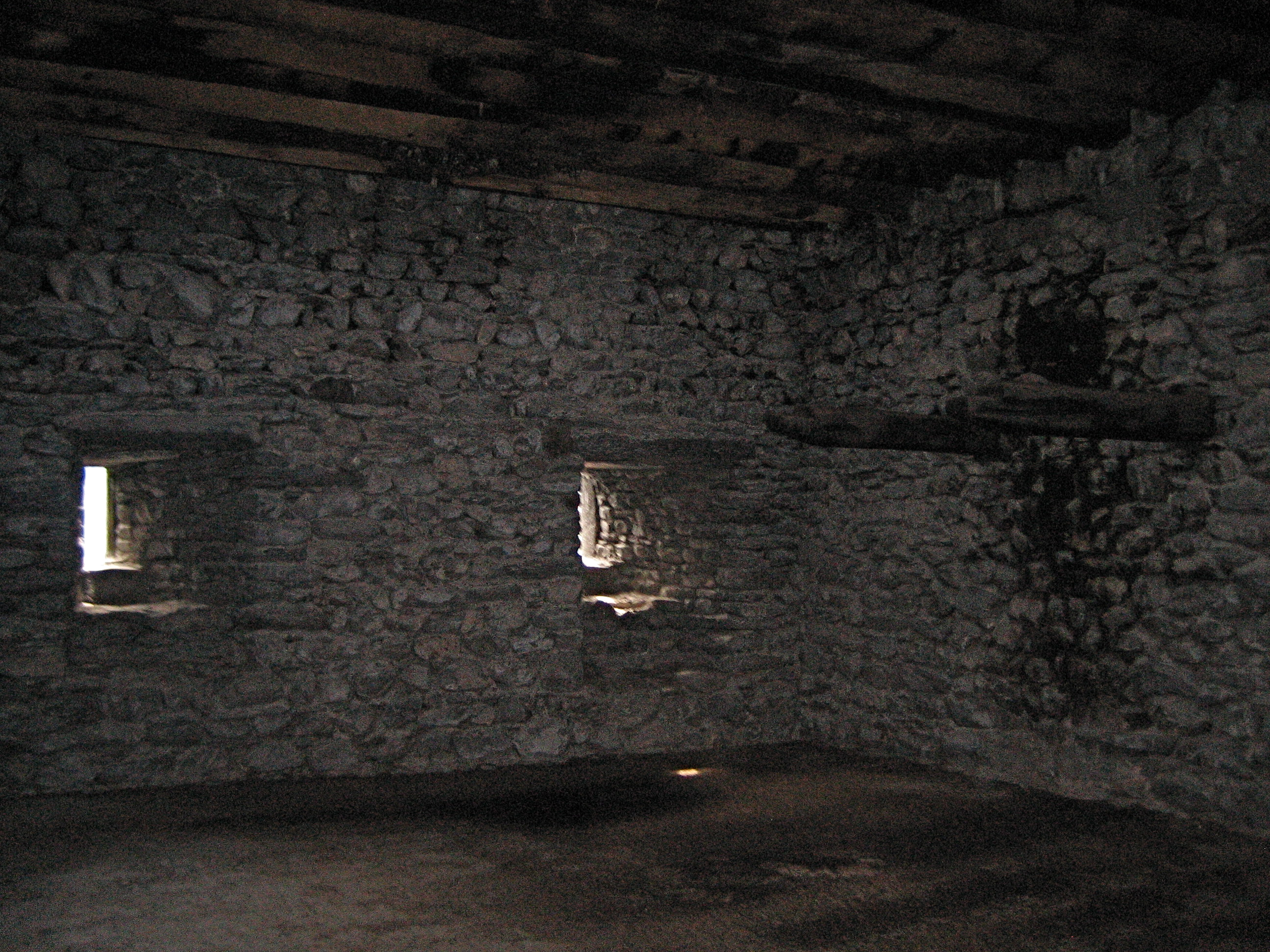
Lebensraum für Fledermäuse
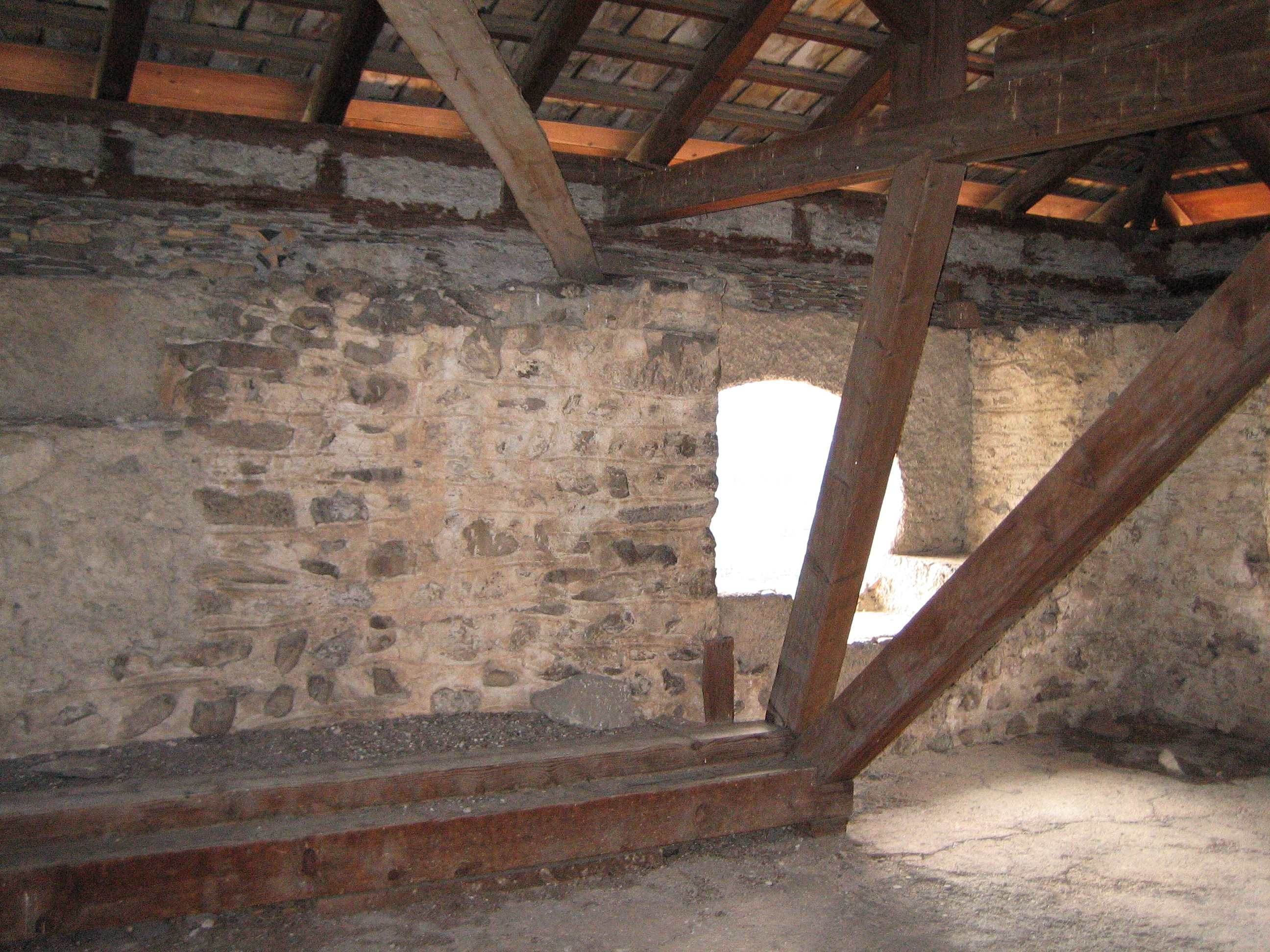
Alte Mauerreste unter dem Dach
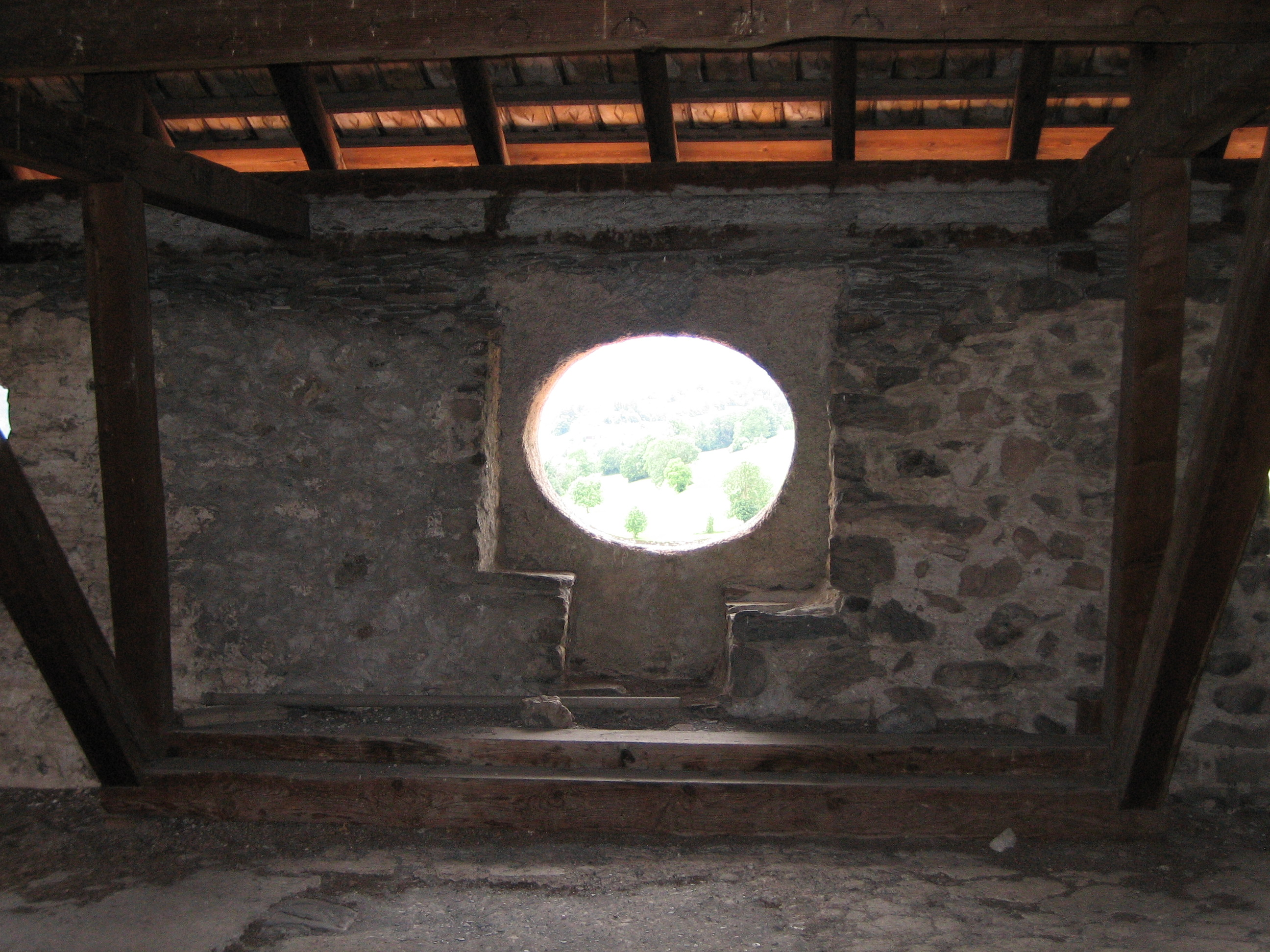
Ochsenaug-Fenster

Die Tankzisterne im Hof stammt vermutlich aus dem Mittelalter. Sie ist vom Keller des Wohntraktes durch einen unterirdischen Gang zu erreichen. Der barocke Rundturm über der Zisterne stammt aus dem 17. Jahrhundert. Auch in den übrigen Gebäuden dürften noch Mauerreste der ursprünglichen Bausubstanz erhalten sein; am ehesten in der Aussenmauer der Nordseite. Die zinnenbewehrte Ringmauer auf der Südseite ist neuzeitlich und am Eingangstor mit der Jahrzahl 1792 versehen. Von einem im Nordosten angelegten Halsgraben ist infolge von späteren Aufschüttungen nichts mehr zu erkennen.

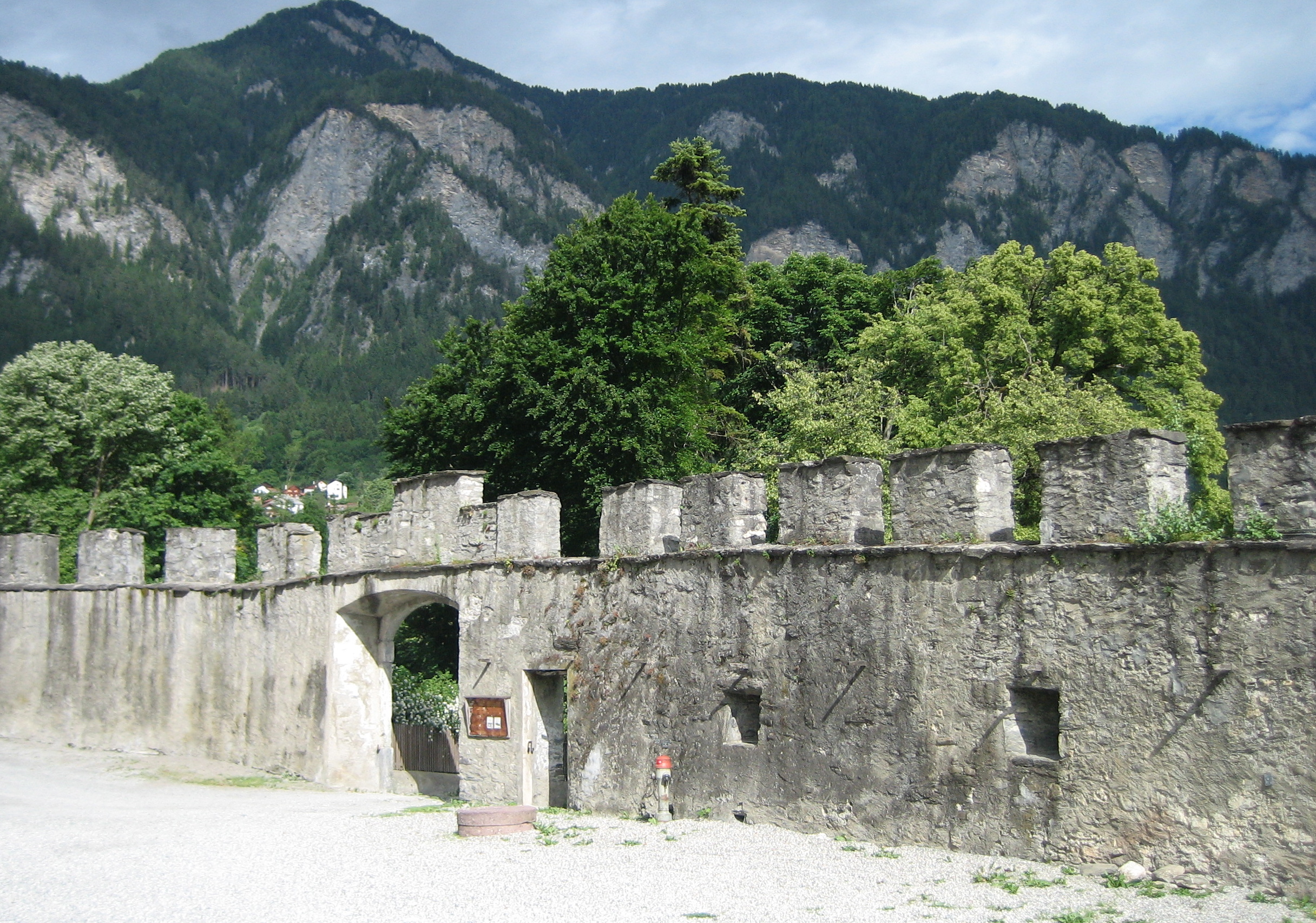
Ringmauer Innenseite
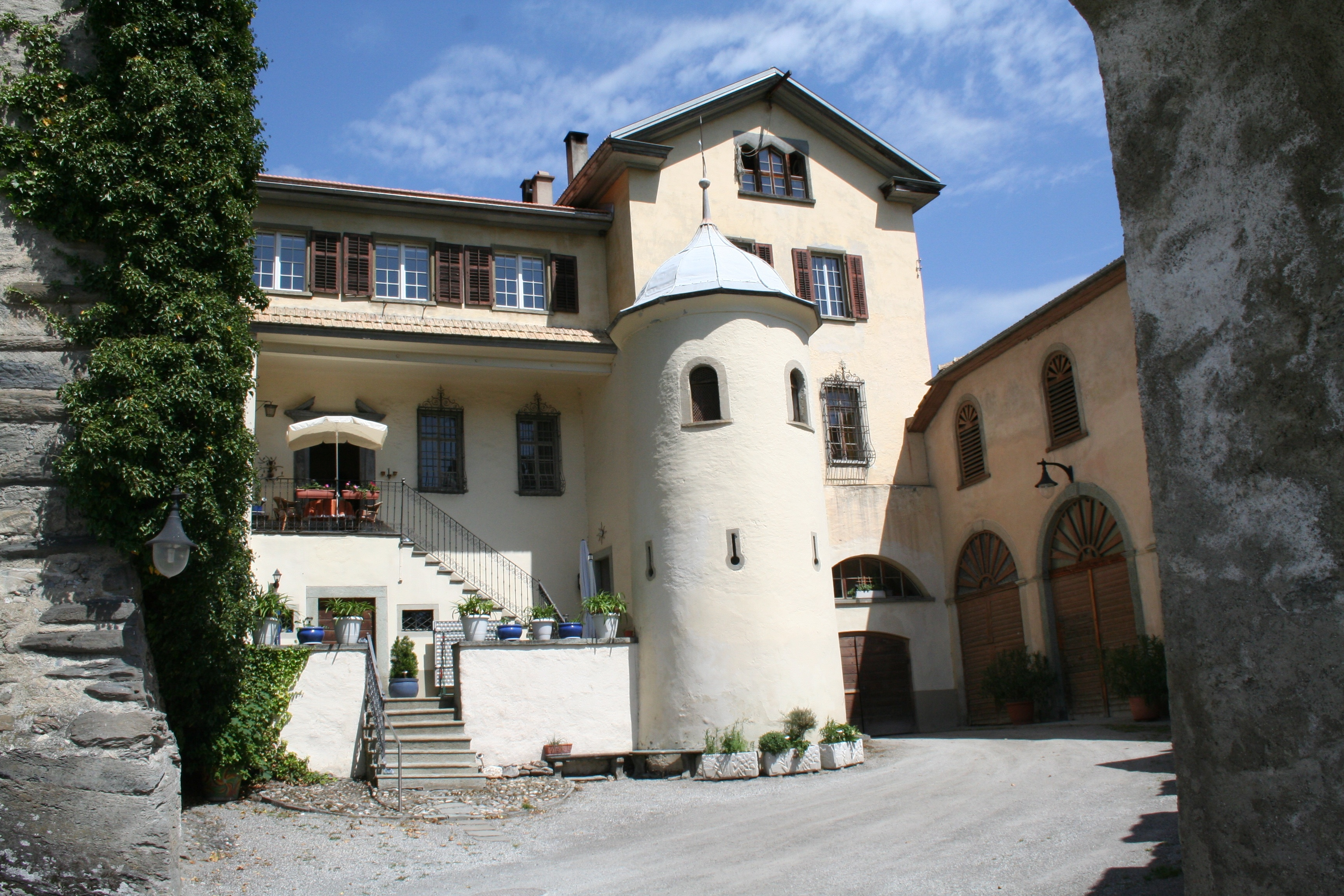
Hof mit dem Rundturm der Zisterne
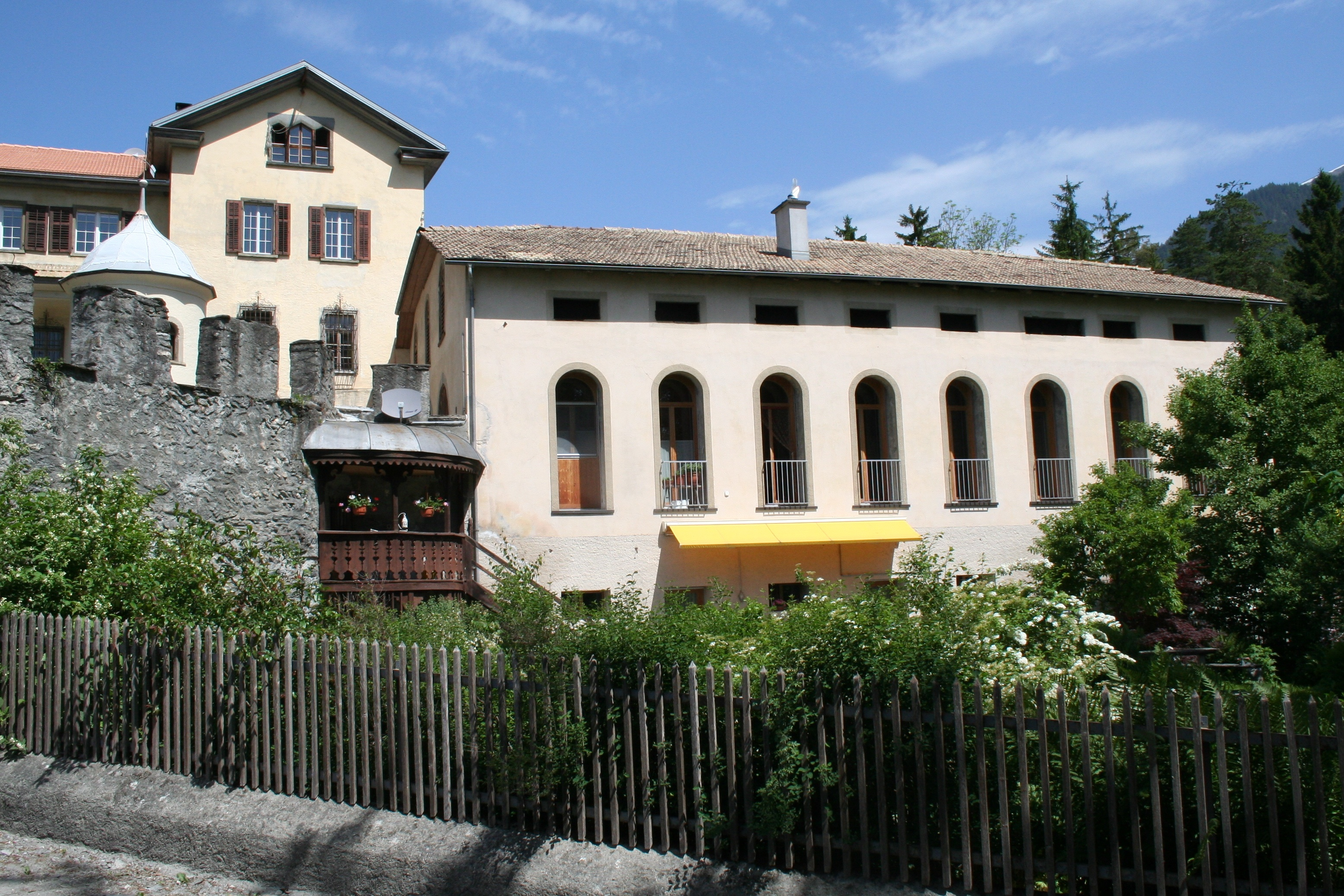
Ehemalige Stallungen
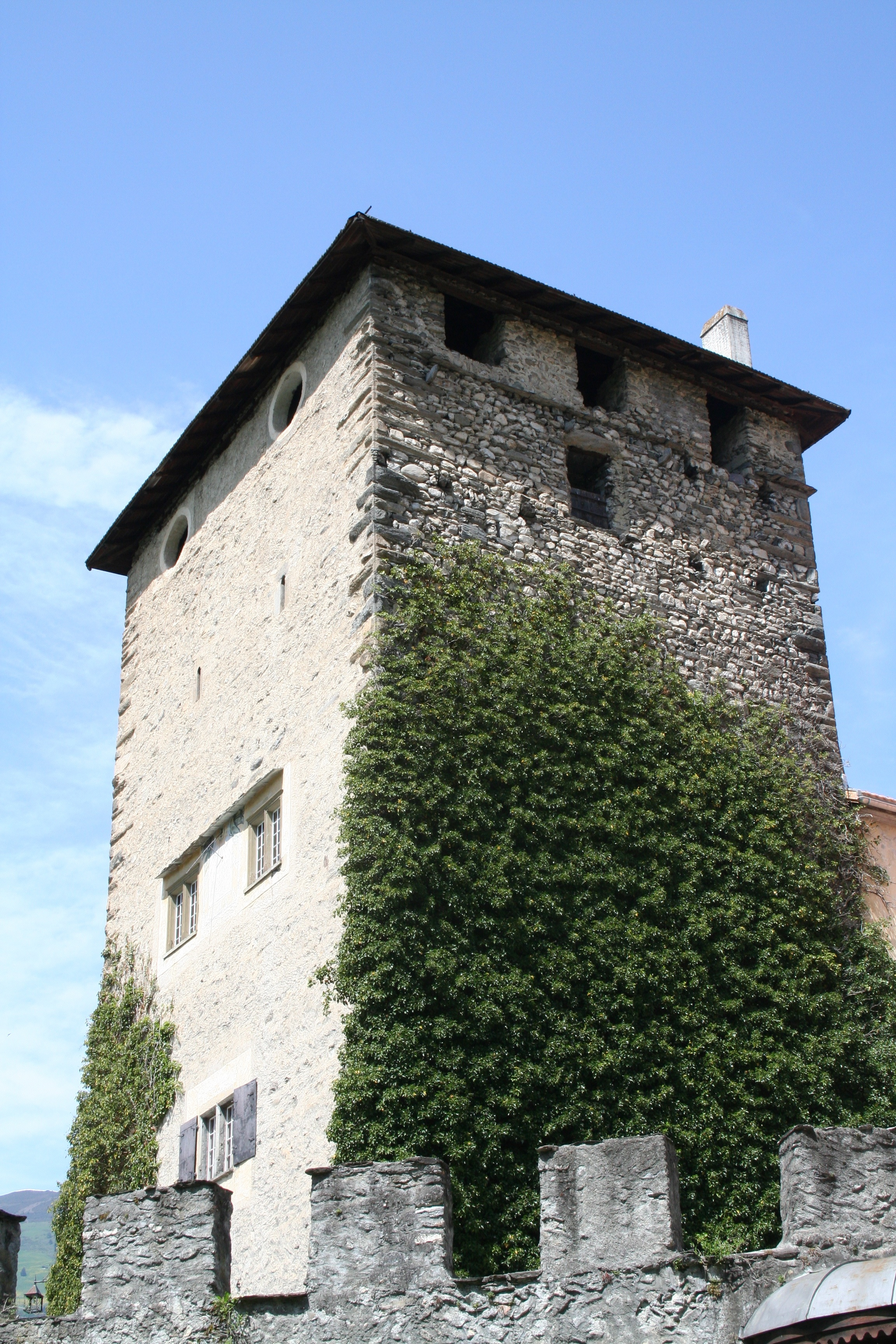
Turm

## Geschichte

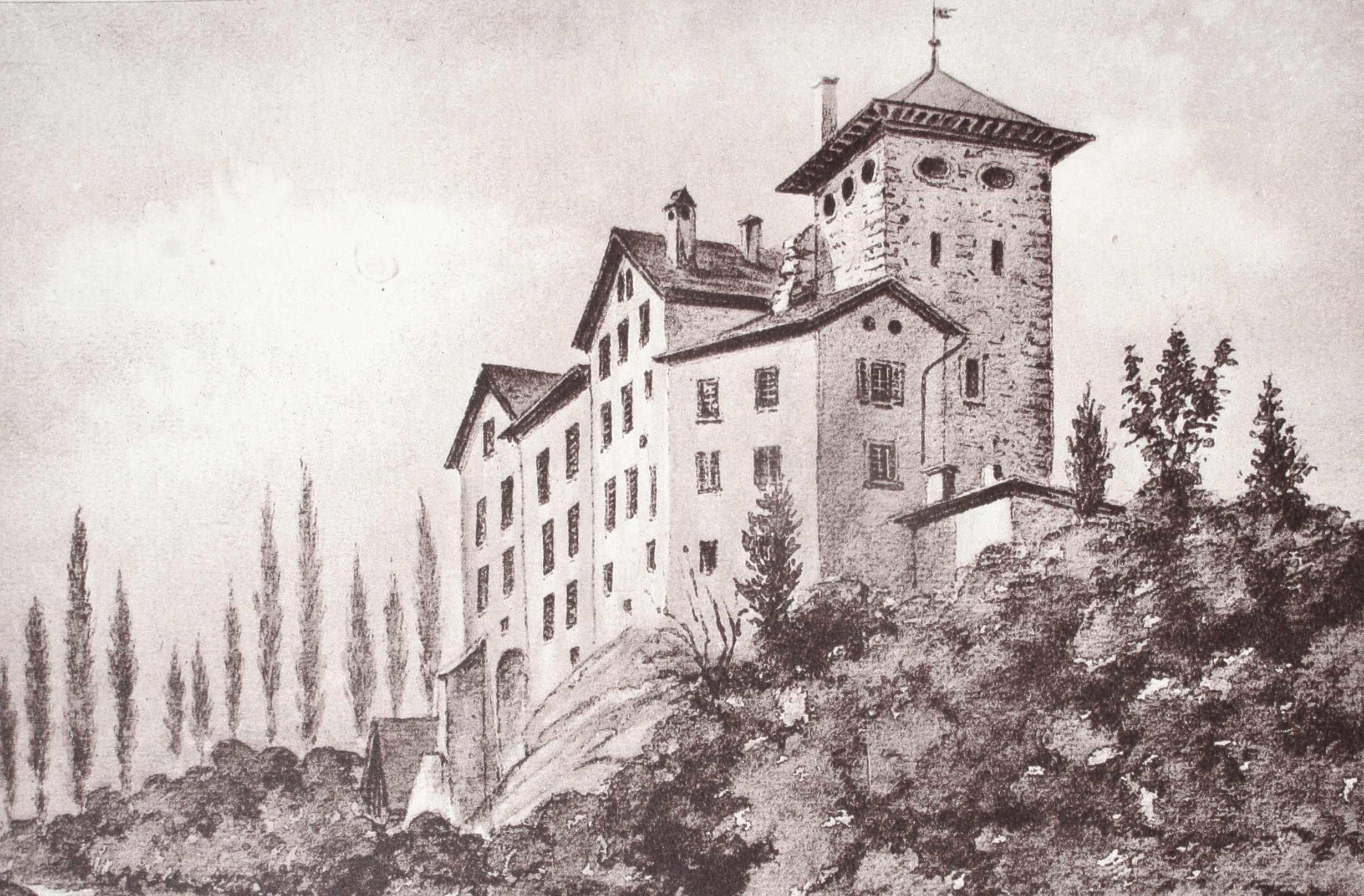
Rietberg um 1880

Rietberg war der Sitz der Herren von Rietberg, die in einer Urkunde vom 29. Juli 1286 als Vasallen der Herren von Sax-Misox erwähnt werden und im 13. und 14. Jahrhundert mehrere Male bezeugt sind. Im Verlauf des 14. Jahrhunderts werden sie als Ministeriale des Bischofs von Chur erwähnt. Sie besassen Güter im Domleschg, im Schams und in Chur.
Im Ehevertrag mit seiner Frau Berta von Rhäzüns legte Johann von Rietberg 1320 fest, dass Berta die Burg bis zu ihrem Tod besitzen solle. 1343 überschrieb er seiner Frau allerdings andere Güter und übergab mine vesti Rieperg und mine vesti die hohen Jufalt samt seinen Lehen 1348 den mit ihm verwandten Herren von Landenberg. Johann von Rietberg starb am 5. September 1349. Hermann von Landenberg konnte seine Erbansprüche aber nicht durchsetzen und verzichtete 1352 zu Gunsten des Bistums Chur.
Im Januar 1354 stellte der Bischof auf der Burg einige Urkunden aus. Die Herren von Rhäzüns und von Lumerins machten jedoch noch weitere Ansprüche geltend; die endgültige Zahlung erfolgte nach jahrzehntelangen Auseinandersetzungen erst 1388.

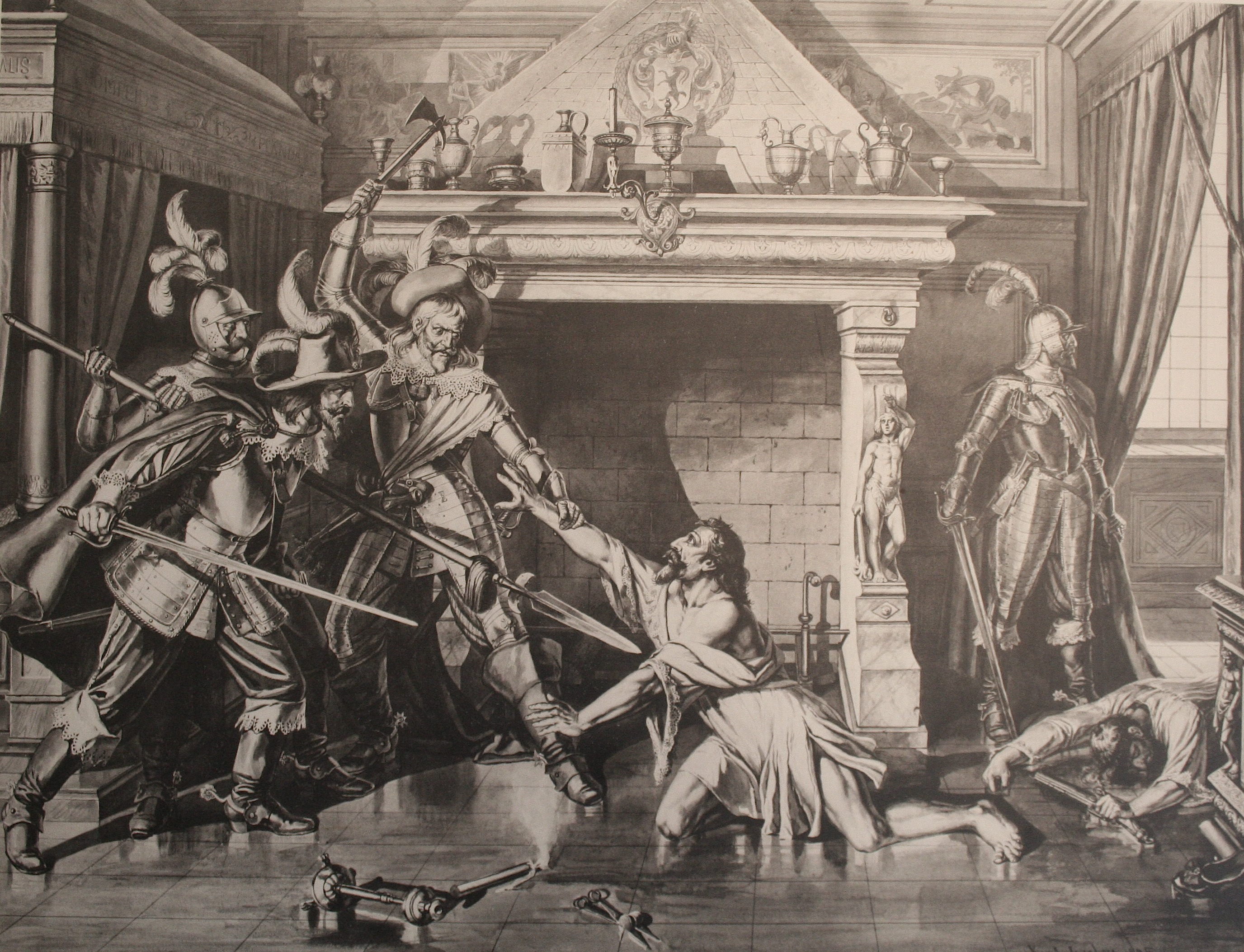
Plantas Ermordung. Zeichnung von Karl Jauslin

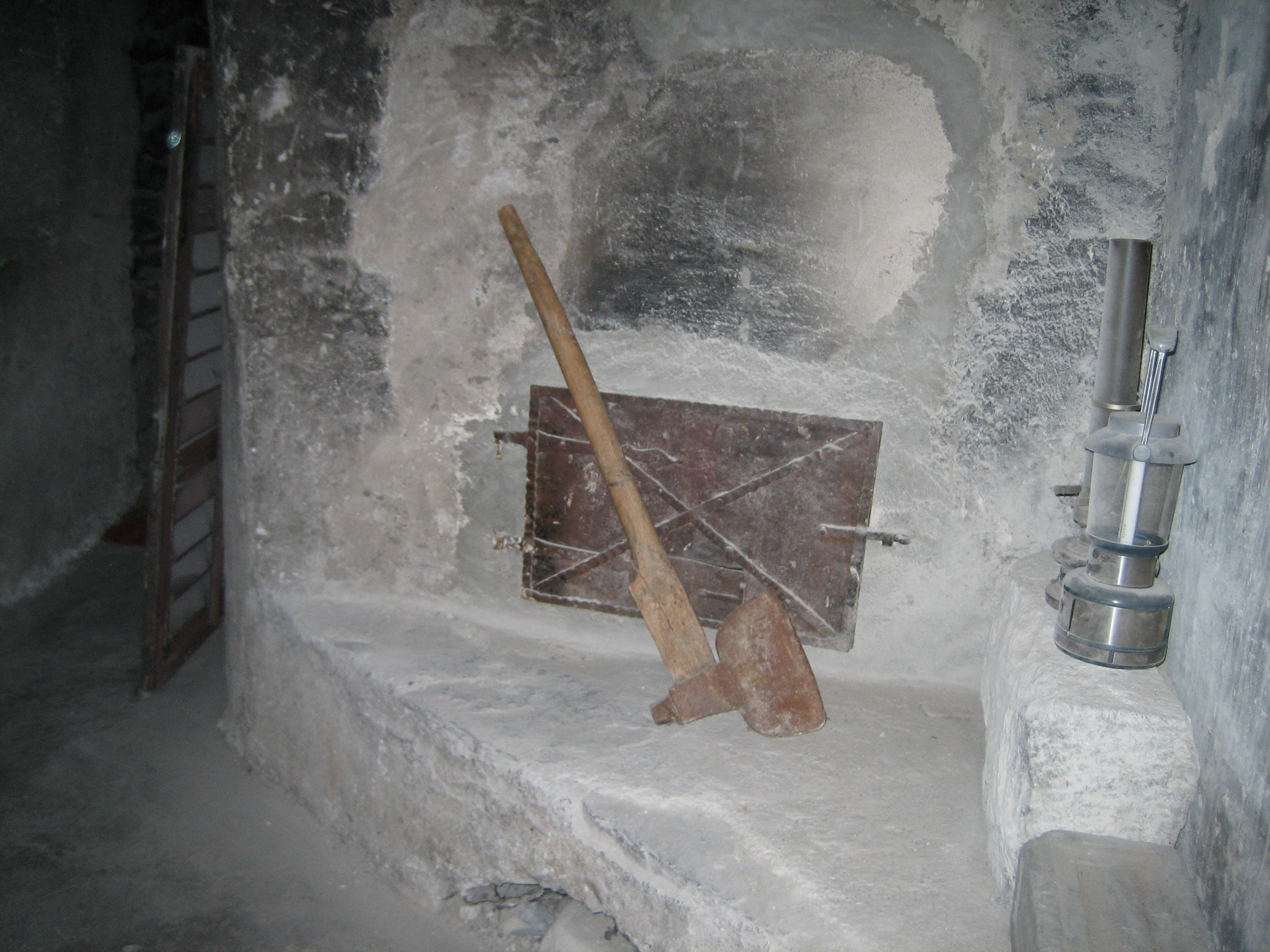
Der Kamin im Turm, vor dem Planta ermordet wurde

Als Verwalter setzte der Bischof Burggrafen ein; 1384 wird Eglolf von Juvalt erwähnt. In der Folgezeit brachte eine lange Reihe von Verpfändungen durch stetige Erhöhung der Pfandsumme den Bischof schliesslich um den Besitz. Nach mehreren Besitzerwechseln kam die Burg 1530 in die Hände von Anton von Travers, durch dessen Erben 1554 an Herkules von Salis (1503–1578). 1617 wurde der Besitz geteilt: eine Hälfte verblieb den Salis, die andere kam an den mit den Salis verschwägerten Pompejus Planta, den Anführer der Katholiken. In den Bündner Wirren wurde Planta am 25. Februar 1621 von Jörg Jenatsch und seinen Gesinnungsgenossen auf Schloss Rietberg ermordet. Die Tat wurde später von Conrad Ferdinand Meyer in der Novelle Jürg Jenatsch literarisch verarbeitet. 1664 gelangte Rietberg für 9000 Gulden an Oberst Christoph von Rosenroll aus Thusis, 1670 an die Familie von Buol. 1758 kauften die Buol-Schauenstein den Anteil der Planta auf, womit die frühere Teilung aufgehoben wurde.
Weitere Besitzer waren 1798 der Churer Fürstbischof Karl Rudolf, der darin ein Priesterseminar einrichten wollte. Der Einfall der französischen Truppen in den Drei Bünden verhinderten den Plan. Besitzer von Rietberg waren 1802 Gräfin Emilie von Travers, 1803 die Cadonau aus Waltensburg, anschliessend Oberst von Bergamin aus Obervaz und 1822 nochmals die Gräfin von Travers. Im gleichen Jahr erwarb Pfarrer Christian Casparis das Schloss; ihm folgte dessen Sohn Johann Anton Casparis der Ältere. 1917 gelangte es durch Heirat an die Familie Rudolf Planta-Casparis.

## Heute

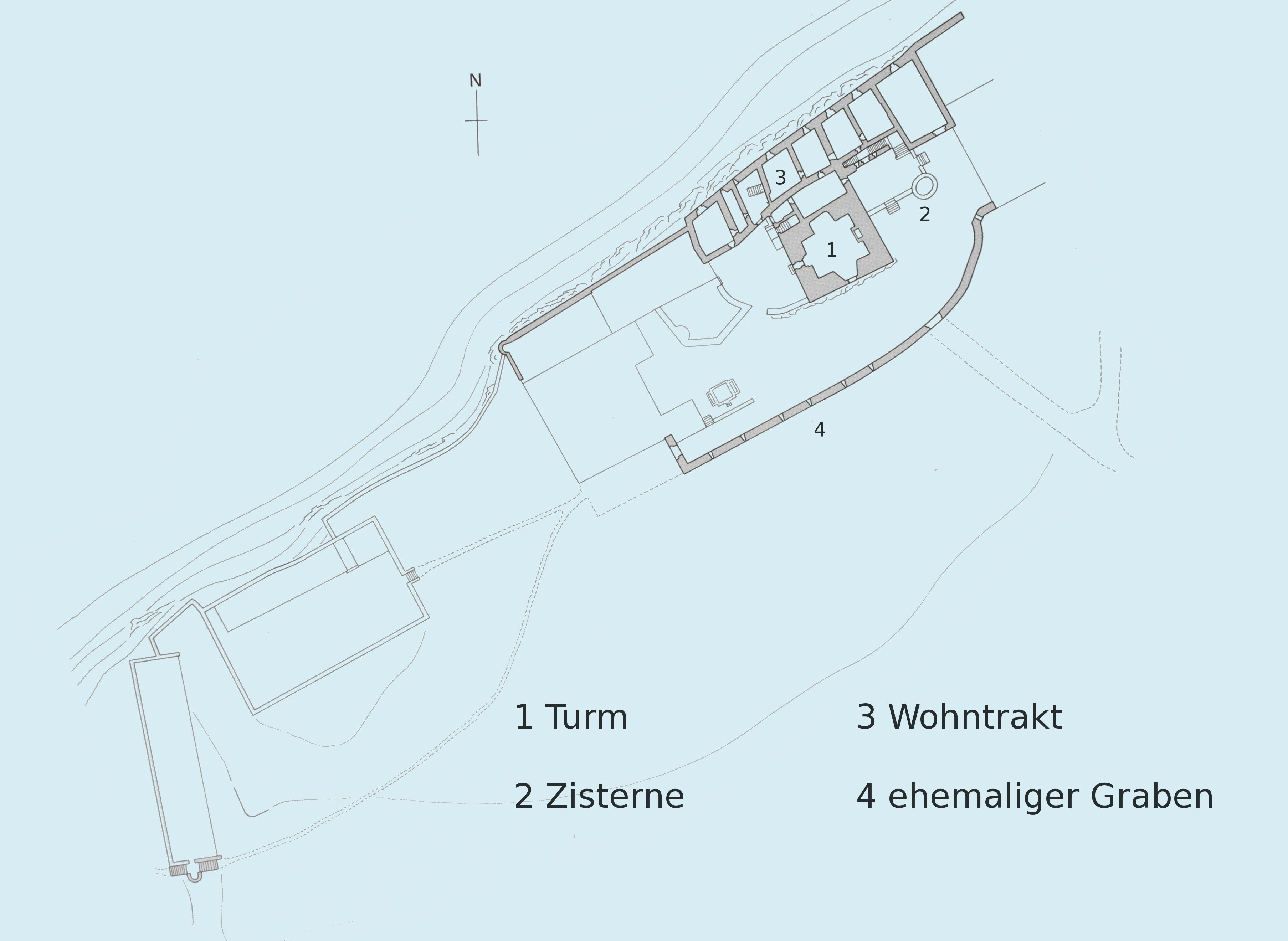
Übersichtsplan

Schloss Rietberg gehört Nachfahren von Rudolf Planta-Casparis. Auch die beiden ehemaligen Pächterhäuser und die umgebauten Pferdestallungen werden bewohnt.